# Giovanni Battista Doria di Dolceacqua
Giovanni Battista Doria di Dolceacqua (Genova, 5 giugno 1816 – Albenga, 4 febbraio 1886) è stato un politico italiano.

## Biografia
Marchese di Dolceacqua, fu Deputato della I e della II legislatura del Regno di Sardegna.